# Християнський світ

Відсоток християнського населення за країнами (дані за 2011 рік)

Християнський світ — історично християнські країни — країни з християнською більшістю, країни, в яких християнство домінує або з якими воно культурно чи історично тісно пов'язане.
Після поширення християнства з Леванту до Європи та Північної Африки під час ранньої Римської імперії християнський світ виявився поділеним на східне християнство і західне християнство (які сформували католицизм і православ'я відповідно). Західне християнство, спільнота якого називалася західним, або латинським, християнським світом, мало центр у Римі; спільнота східного християнства — східний християнський світ — мала центром у Константинополі. У XI-XIII століттях латинський християнський світ став основою західного світу. Історія християнського світу налічує близько 1700 років.

## Історія
Християнський світ має багатовікову історію, що охоплює різні епохи та події. Християнство зародилося в Юдеї, римській провінції, у I столітті н.е. Засновником вважається Ісус Христос, якого християни визнають Сином Божим і Спасителем. Його вчення проповідували апостоли, поширюючи ідеї любові, милосердя та рівності перед Богом.
У перші століття існування християни зазнавали переслідувань з боку Римської імперії, однак у 313 році імператор Костянтин Великий видав Міланський едикт, який легалізував християнство. У 380 році імператор Феодосій І зробив його державною релігією Римської імперії. Це сприяло швидкому поширенню християнства по всій Європі та формуванню церковних структур.
У 1054 році відбувся Великий розкол (Схизма), що поділив християнський світ на дві гілки – католицизм (із центром у Римі) та православ'я (із центром у Константинополі). Надалі ці церкви розвивалися окремо, формуючи власні традиції та богословські погляди.
У XVI столітті розпочалася Реформація, ініційована Мартіном Лютером, Жаном Кальвіном та іншими реформаторами. Це призвело до появи протестантизму та глибоких змін у релігійному житті Європи. Відтоді християнський світ поділяється на три основні гілки: католицизм, православ’я та протестантизм.
Сьогодні християнство залишається однією з найбільших світових релігій, що має мільярди послідовників на всіх континентах. Воно продовжує відігравати важливу роль у культурі, політиці та суспільному житті багатьох народів. Найшвидше зростання християнства зараз спостерігається в Африці, Азії, Латинській Америці та навіть у деяких частинах Близького Сходу. В Африці, особливо в країнах на південь від Сахари, кількість християн стрімко зростає завдяки високій народжуваності, активній місіонерській діяльності та соціальним програмам церков. Очікується, що до 2050 року цей континент стане найбільш християнським за чисельністю віруючих. В Азії християнство швидко поширюється, особливо в Китаї, де, попри обмеження з боку влади, кількість віруючих зростає, і прогнозується, що до середини XXI століття країна може стати однією з найчисленніших за кількістю християн. Активний ріст також відбувається в Південній Кореї, Індії та Індонезії.